# Berlins Most Wanted (Album)
Berlins Most Wanted ist ein Kollaboalbum der deutschen Rapper Bushido, Fler und Kay One, die auf dem Tonträger unter dem Pseudonym Berlins Most Wanted auftreten. Es erschien als Standard- und Limited-Deluxe-Edition am 22. Oktober 2010 über Bushidos Label ersguterjunge.

## Hintergrund
Berlins Most Wanted waren ursprünglich eine Berliner Hip-Hop-Formation, die Anfang der 2000er-Jahre von den Rappern Bushido, Bass Sultan Hengzt und King Orgasmus One unter dem gemeinsamen Label I Luv Money Records gegründet wurde. Nachdem Bushido wenig später von dem Independent-Label Aggro Berlin verpflichtet wurde, plante dieses, wie Bushido später in Interviews äußerte, zunächst ein Berlin-Most-Wanted-Album zu veröffentlichen. Arbeiten an Titeln und Artwork hätten demnach bereits begonnen, ehe Bushido wegen mehrfacher Verzögerungen des Arbeitsprozesses durch seine Kollegen das Projekt abbrach und stattdessen gemeinsam mit Fler 2002 das heute als wegweisend für die Karrieren beider Rapper geltende Carlo Cokxxx Nutten veröffentlichte.
Dennoch blieb zu diesem Zeitpunkt ein Berlins-Most-Wanted-Album für die Zukunft der Künstler geplant. 2005 etwa äußerte sich Bushido, der Aggro Berlin ein Jahr zuvor verlassen und bei seiner selbstgegründeten Plattenfirma ersguterjunge wenig später auch Bass Sultan Hengzt unter Vertrag genommen hatte, in einem Interview dahingehend, dass ein solches Album für die Zeit nach 2005 geplant sei. Noch im selben Jahr trennten sich allerdings Bass Sultan Hengzt und ersguterjunge. Wenig später verkündete Bass Sultan Hengzt, dass Bushido fortan nicht mehr Mitglied von Berlins Most Wanted sei. Als sein Nachfolger wurde der Rapper Godsilla benannt. Auch Sultan Hengzt kündigte in den folgenden Jahren mehrfach ein Berlins-Most-Wanted-Album an.
In der ersten Hälfte des Jahres 2010 veröffentlichten Bushido, Kay One und Fler über ersguterjunge ihre jeweiligen Solo-Alben Zeiten ändern dich, Kenneth allein zu Haus und Flersguterjunge, die sich allesamt in den Top 10 der deutschen Albumcharts platzierten. Anschließend kündigte Bushido gegenüber der Bravo Hip Hop an, dass noch für dasselbe Jahr ein Projekt der drei Rapper geplant sei. Gleichzeitig wurde am 5. August 2010 bekannt, dass Bushido sich den Namen "Berlins Most Wanted" beim deutschen Patentamt hatte schützen lassen. Nach Bestätigung des Albumtitels erklärte Bass Sultan Hengzt der Deutschrap-Website 16bars.de, dass es ja nichts Neues sei, dass Bushido von ihm klaue und kündigte in Anspielung auf die Namen früher Bushido-Veröffentlichungen seinerseits, wie er später klarstellte spaßeshalber, eine neue Crew namens Karlo Koks Nutten Crew und als deren Erstveröffentlichung New Kidz on the Block an. Später äußerte er sich versöhnlicher und erklärte, die Patentierung des Titels „einfach vergessen“ zu haben. Bushido, Fler und Kay One erklärten später, den Albumtitel bewusst als Provokation gegen Hengzt gewählt zu haben, wenngleich vom Bekanntheitsgrad her ohnehin nur sie dem Titel "Berlins Most Wanted" gerecht werden würden.

## Entstehung
Nach Darstellung Bushidos habe die Idee eines gemeinsamen Albums mit Fler und Kay One schon im Vorfeld länger im Raum gestanden. Für das Konzept eines Berlins-Most-Wanted-Albums haben sich die drei Rapper konkret am 5. Juni 2010 während eines Termins der gemeinsamen Zeiten-ändern-dich-Tour in Dresden entschieden. Die eigentlichen Aufnahmen zum Album erfolgten nach Angaben der beteiligten Rapper innerhalb von drei Wochen.

## Inhalt
Auf dem Album überwiegen die für Gangsta-Rap typischen Battle-Tracks (z. B. Die ganze Galaxie, Lauf, Nutte, lauf!). Daneben kann man allerdings auch ein paar tiefgründige Songs (z. B. Mein Ein und Alles, Wunschkonzert) hören. Auf der Limited-Deluxe-Edition befinden sich außerdem noch drei Solotracks der Rapper sowie der Videoclip zur Single und eine DVD. Der Tonträger kommt komplett ohne Gastbeiträge aus.

## Produktion
Die Beats für Berlins Most Wanted wurden zum Großteil von Bushido selbst produziert. Für einige Produktionen zeigen sich außerdem Djorkaeff und Beatzarre verantwortlich.

## Covergestaltung
| Professionelle Bewertungen | Professionelle Bewertungen |
| -------------------------- | -------------------------- |
| Kritiken                   |                            |
| Quelle                     | Bewertung                  |
| laut.de                    | [ 9 ]                      |
| rap.de                     | [ 10 ]                     |
| rappers.in                 | [ 11 ]                     |

Das Albumcover zeigt Fler, Bushido und Kay One in schwarzen Mänteln um einen Tisch stehend bzw. sitzend, auf den eine schwarze Tasche gestellt ist. Der Schriftzug Berlins Most Wanted befindet sich zentral im Bild. Bei der Limited-Deluxe-Edition ist der Schriftzug gelb anstatt weiß.

## Titelliste
Standard-Edition:
| #  | Titel                       | Produzent                     | Länge |
| -- | --------------------------- | ----------------------------- | ----- |
| 1  | Intro                       |                               | 2:39  |
| 2  | Was du machst in ’nem Monat | Bushido, Beatzarre, Djorkaeff | 4:37  |
| 3  | Weg eines Kriegers          | Bushido, Beatzarre, Djorkaeff | 3:59  |
| 4  | Schlampen (Skit)            |                               | 0:52  |
| 5  | Sie wissen, wer wir sind    | Bushido, Beatzarre, Djorkaeff | 3:14  |
| 6  | Lauf, Nutte, lauf!          | Bushido, Beatzarre, Djorkaeff | 3:51  |
| 7  | Mein Ein und Alles          | Bushido, Beatzarre, Djorkaeff | 4:05  |
| 8  | Für dich da sein            | Bushido, Beatzarre, Djorkaeff | 4:40  |
| 9  | Die ganze Galaxie           | Bushido, Beatzarre, Djorkaeff | 3:26  |
| 10 | Rapstar                     | Bushido, Beatzarre, Djorkaeff | 4:13  |
| 11 | Teufel auf Erden            | Bushido, Beatzarre, Djorkaeff | 3:46  |
| 12 | Alles anders (Skit)         |                               | 0:49  |
| 13 | Geld, Sex und Ruhm          | Bushido, Beatzarre, Djorkaeff | 3:46  |
| 14 | Berlins Most Wanted         | Bushido, Beatzarre, Djorkaeff | 3:55  |
| 15 | Nur Gott kann uns richten   | Bushido, Beatzarre, Djorkaeff | 3:57  |
| 16 | Wunschkonzert               | Bushido, Beatzarre, Djorkaeff | 4:16  |
| 17 | Das ist Hip Hop             | Bushido, Beatzarre, Djorkaeff | 3:55  |
| 18 | Outro                       |                               | 0:34  |

Bonussongs der Limited-Deluxe-Edition:
| #  | Titel                                      | Produzent                     | Länge |
| -- | ------------------------------------------ | ----------------------------- | ----- |
| 19 | Ich hatte einen Traum (Kay One Solo)       | Bushido, Beatzarre, Djorkaeff | 3:43  |
| 20 | Keiner hält mich auf (Fler Solo)           | Bushido, Beatzarre, Djorkaeff | 3:37  |
| 21 | 9 Millimeter, Koks und Geld (Bushido Solo) | Bushido, Beatzarre, Djorkaeff | 3:51  |

Bonus-DVD:
| # | Titel                       | Länge |
| - | --------------------------- | ----- |
| 1 | Hauptfilm                   | 79:39 |
| 2 | Interview                   | 38:39 |
| 3 | T-TV                        | 35:57 |
| 4 | Berlins Most Wanted (Video) | 4:48  |

## Chartplatzierungen und Singles
Berlins Most Wanted stieg in der 45. Kalenderwoche des Jahres 2010 auf Platz 2 in die deutschen Charts ein und fiel anschließend auf die Positionen 18 und 28. Nach sieben Wochen verließ das Album die Top 100.
Als Doppelsingle wurden am 8. Oktober 2010 die Songs Berlins Most Wanted und Weg eines Kriegers veröffentlicht. Die Single stieg auf Platz 31 in die deutschen Charts ein und belegte anschließend die Positionen 50 und 81, bevor sie aus den Top 100 fiel. Zu beiden Titeln wurden auch Videos gedreht.